# 王志宏
王志宏（1954年6月—），男，汉族，陕西彬县人，中华人民共和国军事人物，中国人民解放军少将，曾任中共宁夏回族自治区党委常委，宁夏军区党委书记、政治委员。